# مسی (فیلم)
مسی (انگلیسی: Messi) فیلمی در ژانر مستند و زندگینامه‌ای دربارهٔ لیونل مسی، بازیکن فوتبال اهل آرژانتین، است که در سال ۲۰۱۴ منتشر شده و کارگردانی آن را الکس دل‌ایگلسیا بر عهده‌داشته‌است.